# Bałcyny
Bałcyny (niem. Balzen) – wieś w Polsce położona w województwie warmińsko-mazurskim, w powiecie ostródzkim, w gminie Ostróda. W latach 1975–1998 miejscowość administracyjnie należała do województwa olsztyńskiego.
Położona jest około 15 km na południowy zachód od Ostródy, przy drodze nr 15, na płaskim, niezalesionym terenie, otoczona polami uprawnymi. W miejscowości znajduje się Zakład Produkcyjno-Doświadczalny Bałcyny (uprawa zbóż i inne uprawy rolne).

## Historia
Wieś lokowana w 1340 roku, kiedy Dietrich von Altenburg wielki mistrz zakonu krzyżackiego nadał rycerzowi Judocie 20 włók i 20 mórg ziemi, na prawie chełmińskim, z obowiązkiem służby zbrojnej. W 1347 r. wielki mistrz Henryk Dusemer nadał 3 włóki Mikołajowi z Reszek. W tym czasie w Bałcynach lennikiem zakonu krzyżackiego był Prus Satne. W 1367 r. wielki mistrz Winrych von Kniprode nadał Klausowi i Kiersztanowi 20 włók i 20 mórg wraz z prawem połowu ryb w rzece Drwęcy. Według dokumentów z 1500 roku częściowym właścicielem wsi był Krzysztof Kalkstein. W 1543 r. książę Albrecht nadał Krzysztofowi z Bałcyn i Krzysztofowi Kalksteinowi 11 włók. W 1584 r. Bałcyny były w posiadaniu Grzegorza i Krzysztofa z Bałcyn oraz spadkobierców Fabiana Kalksteina. W 1675 roku jako właściciele wymieniani byli Kalksteinowie i Christoph Finck. W 1684 r. Anna Rabiewska (szlachcianka polska z domu Finckenstein) sprzedała 7 włok Krzysztofowi R. Finckowi. W 1730 r. wdowa Finck von Fickenstein wydzierżawiła polskiemu szlachcicowi Janowi Kierskiemu na sześć lat majątki: Bałcyny, Idzbark, Lipowo. W 1789 r. w folwarku szlacheckim i wsi było 12 domów. Folwark i wieś należały do rodziny Zajączków. 
Około 1820 roku szlachecki folwark liczył 35 mieszkańców i 6 budynków mieszkalnych. Prawdopodobnie już wtedy majątek wraz z Lipowem i Zajączkami był w posiadaniu rodziny Kramer, która pozostała jego właścicielem do 1945 roku. Bałcyny leżące w granicach III Rzeszy 22 stycznia 1945 roku zdobyły wojska 5 Armii Pancernej 2 Frontu Białoruskiego Armii Czerwonej. 

## Zabytki
- Folwark, na który składa się dwór i otaczającego go parku. Północną część parku przecina strumień, lewy dopływ Drwęcy. Założenie powstało około 1850 roku kiedy Bałcyny uniezależniły się od głównej posiadłości rodu Kramerów w Zajączkach. Z końca XIX wieku pochodzą dawna mleczarnia, chlewnia, kuźnia i obora. W 1900 roku zbudowano spichlerz. Na początku XX wieku powstały zabudowania ogrodnictwa - szklarnie i dom ogrodnika. Wtedy też zbudowano stajnię i wozownię. W 1910 r. w obwodzie dworskim, liczacym 472 ha, mieszkały 184 osoby, w tym 32 Polaków.